# Finlands Olympiske Komité
Finlands Olympiske Komité (finsk: Suomen Olympiakomitea; svensk: Finlands Olympiska Kommitté) er den nationale olympiske komité i Finland, der er ansvarlig for repræsentation ved den Internationale Olympiske Komité (IOC). Det er en almennyttig organisation, der udvælger atleter, og rejser støtte til, at man kan sende finske atleter til konkurrencer, der er arrangeret af IOC. Den blev oprettet 2. december 1907, mens Finland var en del af det Russiske Kejserrige.

## Liste over præsidenter
- Reinhold Felix von Willebrand 1907–1919
- Ernst Edvard Krogius 1919–1929
- Kustaa Emil Levälahti 1929–1937
- Urho Kaleva Kekkonen 1937–1946
- Uuno Wilhelm Lehtinen 1946–1951
- Väinö Adolf Mathias Karikoski 1951–1956
- Yrjö Armas Valkama 1956–1961
- Johan Wilhelm Rangell 1961–1963
- Akseli Kaskela 1963–1969
- Juhani Ahti Uunila 1969–1984
- Carl-Olaf Homén 1984–1988
- Tapani Ilkka 1988–2004
- Roger Talermo 2004–2012
- Risto Nieminen 2013–